# Ulica Marszałka Józefa Piłsudskiego w Dąbrowie Tarnowskiej
Ulica Marszałka Józefa Piłsudskiego – główna ulica Dąbrowy Tarnowskiej. Droga krajowa nr 73. W 2006 ulica została wyremontowana. Powstały wtedy wysepki przy przejściach dla pieszych i sygnalizacja świetlna.

## Obiekty przy ulicy Piłsudskiego

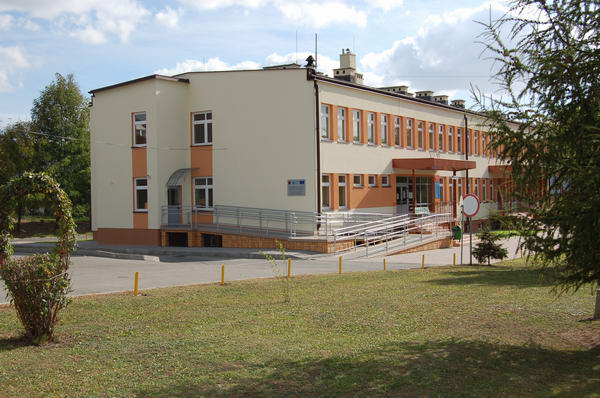
Przychodnia Rejonowa w Dąbrowie Tarnowskiej

- Zespół Szkół Ponadgimnazjalnych nr 1
- Miejska Przychodnia Rejonowa
- Urząd Pracy
- Stacja Paliw Orlen